# Hrvoje Čale
Hrvoje Čale (* 4. März 1985 in Zagreb) ist ein kroatischer Fußballspieler.

## Karriere

### Verein
Er wurde bereits mit neun Jahren in die Jugendabteilung von Dinamo Zagreb aufgenommen.
Čale machte sein Debüt 2003 für Dinamo Zagreb und kam in seiner ersten Saison in fünf Spielen zum Einsatz. In der Saison 2004/05 verlieh ihn Zagreb an Inter Zaprešić, wo er Ergänzungsspieler war. Nach der Saison wurde Čale zum Stammspieler bei Dinamo und spielte bis zum Ende der 2007/08 als linker Außenverteidiger.
In der Sommerpause 2011 verpflichtete der VfL Wolfsburg Čale. Er unterschrieb einen Drei-Jahres-Vertrag bis zum 30. Juni 2014 und erhielt die Rückennummer 26. In seiner ersten Spielzeit kam er nur auf einen Einsatz und fand sich schließlich nicht im Kader zur Saison 2012/13 wieder. Ende Januar 2013 wurde der Vertrag in beiderseitigem Einvernehmen vorzeitig aufgelöst.
Am 1. Mai 2013 unterschrieb er einen Vertrag bei Waasland-Beveren in der belgischen Jupiler Pro League. 2015 wechselte er nach Slowenien zu NK Olimpija Ljubljana und nach anderthalb Jahren zurück in seine Heimat zu Inter Zaprešić.

### Nationalmannschaft
In der kroatischen Fußballnationalmannschaft debütierte er am 11. Februar 2009 im Spiel gegen Rumänien.